# Never Ending
"Never Ending" er en komposition fra 1963 af Buddy Kaye og Phil (Phillip) Springer.
Elvis Presley indspillede "Never Ending" hos RCA i deres Studio B i Nashville den 26. maj 1963 til brug for en LP-plade, der imidlertid ikke blev udsendt før længe efter Presleys død i 1977. Dette skete i november 1990, da RCA omsider udgav det, der blev kaldt The Lost Album.
Sangen var dog i mellemtiden udsendt på single som B-side til "Such A Night" (Lincoln Chase) og derefter udsendt som 'bonussang' på LP'en Double Trouble, der blev udsendt i juni 1967 som soundtrack fra filmen Double Trouble.